# Bettes
Bettes é uma comuna francesa na região administrativa de Occitânia, no departamento dos Altos Pirenéus. Estende-se por uma área de 3,38 km², Em 2010 a comuna tinha 54 habitantes (densidade: 16 hab./km²)..